# Řetízek (ozdoba)

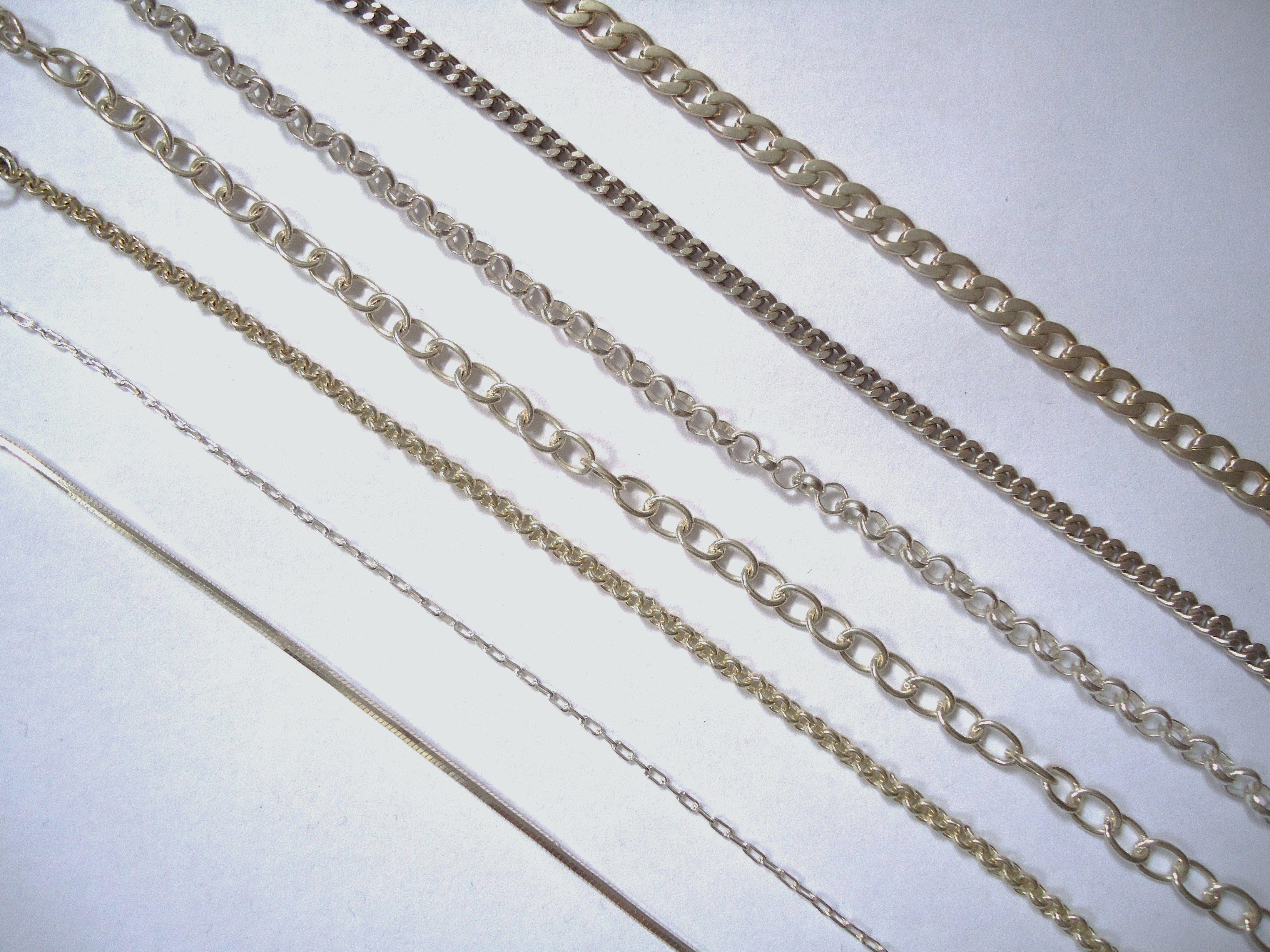
Stříbrné řetízky

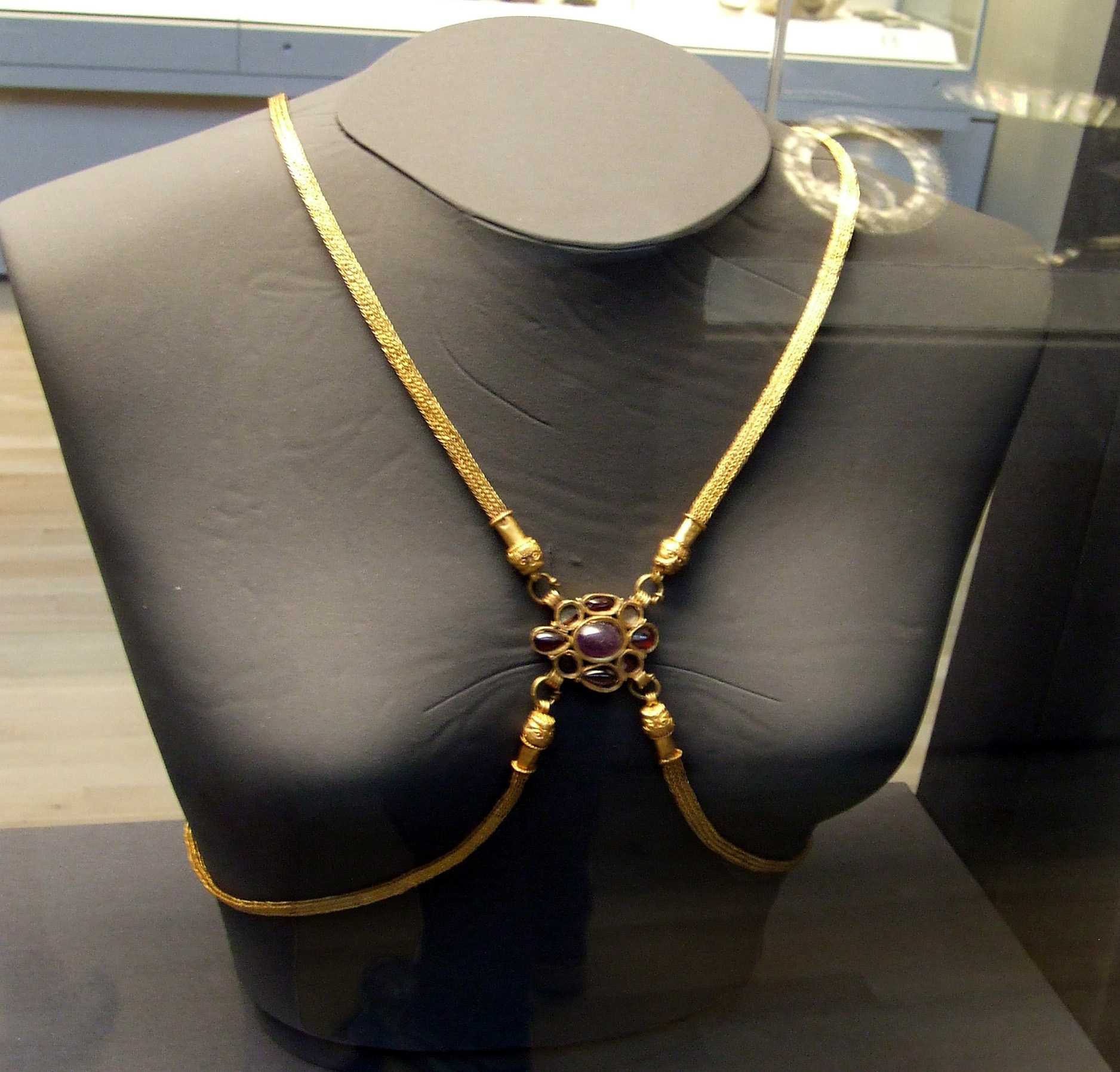
Zlatý římský náhrdelník s víceřadovými řetízky. Poklad z Hoaxne (Anglie, kolem roku 400)

Řetízek je šperk, módní doplněk, často z drahých kovů, který se většinou nosí na krku (jako náhrdelník), na ruce (jako náramek), případně na kotníku. Na řetízku bývá často navlečen přívěsek (medailonek, křížek a podobně).

## Popis
Řetízek se skládá z volně pohyblivých a do sebe zavěšených článků (také oček). Bývá zakončen na jednom konci větším kroužkem a na druhém konci závěrem, kterým se dá spolehlivě zapnout. Nejjednodušší řetízek je tvořen kruhovými nebo častěji oválnými kroužky, které jsou navlečeny do sebe, a spára, vzniklá při stáčení článku, je spájena. Články tzv. ručního řetízku mají spáru na užší (obloukovité) straně článku a dva sousední články jsou spájeny k sobě. Tzv. strojní řetízek z drahých kovů se vyrábí z trubičkovitého drátu s pájkou uvnitř, takže na poloze spáry příliš nezáleží a každý článek je volně pohyblivý. Zato bývá strojní řetízek méně pevný.
U visícího řetízku jsou roviny sousedních článků na sebe kolmé. Pokud se takový řetízek zválcuje na plocho, jednotlivé články se překroutí a vzniká plochý řetízek (ve slangu pancr); plochý řetízek ze silného drátu se dříve často používal jako řetízek na kapesní hodinky. Složitější řetízky vznikají z článků složitějších tvarů nebo provlékaných do dvou sousedních článků a podobně. Zvláštní případ tvoří kroucený řetízek (Wallisův), který vypadá jako kroucená šňůrka. Nevzniká ovšem kroucením, nýbrž provlékáním sousedních otevřených článků, které se pak spájejí k sobě. Moderní strojní výroba umožňuje množství tvarových variací řetízků, také z oceli a jiných kovů.
Také kovové "řemínky" k náramkovým hodinkám jsou technicky řetízky zvláštního tvaru, někdy spojované pružinkami (tzv. pružný řemínek).